# Mestre Laurene Ataíde
Mestre Laurene Ataíde é uma mestra de cultura popular, que coordena o Pássaro Colibri de Outeiro, um cordão de pássaros junino, da Vila de Icoaraci, na cidade de Belém (Pará), no Pará, Brasil. O cordão foi criado por sua mãe.

## Vida pessoal e formação
Ela é divorciada e mora na Ilha do Outeiro. Ela tem um filho e uma filha, e uma neta e um neto.
Laurene da Costa Ataide formou-se em Sociologia e fez especialização em Acessibilidade Cultural.
Ela é produtora cultural e atua à frente de várias instituições ligadas à Cultura Popular dos Pássaros Juninos do Pará:
- Cordão de Pássaro Colibri de Outeiro,
- Associação Folclórica e Cultural Colibri de Outeiro,
- Ponto de Cultura Ninho do Colibri,
- Museu dos Pássaros e Bichos.

## Cordão de pássaros
Laurene é filha de Teonila da Costa Ataíde, que fundou o cordão de pássaros  "Beija-Flor de Icoaraci", em 18 de maio de 1971, na Vila de Icoaraci, da cidade de Belém, no Pará. O cordão foi criado para preservar a cultura paraense dos cordões de pássaros. É composto por brincantes de famílias carentes, por isso, todas as despesas são custeadas pelos guardiões e a confecção de novos cordões e das indumentárias e adereços é realizada em sistema de mutirão pelos membros do grupo e brincantes.
Em 1998, Teonila faleceu. Então Laurene e seu irmão, Lourival da Costa Ataíde, assumiram o cordão (se tornaram seus Guardiões). No mesmo ano, o grupo passou a se chamar "Pássaro Colibri de Outeiro" e Laurene compôs um carimbó em homenagem à mãe.
Teonilda, mãe de Laurene, era repentista e cordelista, e escreveu peças para o seu cordão de Pássaro. Após sua morte, o cordão continuou encenando suas peças com adaptações feitas por Laurene. E, em 2002, ela também concretizou os sonhos da mãe de publicar uma peça sua e de ter seu cordão se apresentando fora do Pará (em São Luís, no Maranhão).
Em 2005, Laurene foi contemplada em um edital do Banco da Amazônia para realizar oficinas com comunidades e escolas do Outeiro para a criação de Cordão de Pássaros. Três grupos foram estruturados e estão em atividade desde então: Bigodinho de Brasília, Pipira da Água Boa e Bem-te-vi.

## Prêmio e reconhecimento
2006 - Título de "Mestra de Cultura Popular" por Auda Piani Tavares e Silvio Lima Figueiredo, no livro "Mestres da Cultura".

2008 - Prêmio Edições IAP, pelo livro "Nas asas a liberdade" (Instituto de Artes do Pará).